# Luvigny
Luvigny est une commune française située dans le département des Vosges, en région Grand Est.
Ses habitants sont appelés les Luvinois.

## Géographie

### Situation et limites communales
La commune s'étale en rive gauche de la haute vallée de la Plaine. Son centre est situé à 22 km en amont de Raon-l'Étape.
La rivière Plaine marque la séparation avec la commune meurthe-et-mosellane de Bionville. La forêt occupe actuellement les 2/3 de son territoire, notamment au sud avec la vaste forêt domaniale des Bois Sauvages qu'elle ne partage plus qu'avec les communes d'Allarmont et de Vexaincourt, depuis l'annexion en 1871 de la partie de Raon-sur-Plaine aux abords du Donon. Vexaincourt et Raon-sur-Plaine sont les deux communes vosgiennes voisines, respectivement au sud et à l'est.
| Bionville Meurthe-et-Moselle | Raon-sur-Plaine |                        |
|                              | Luvigny         | Grandfontaine Bas-Rhin |
| Vexaincourt                  | Vexaincourt     |                        |

### Relief et aménagement ancien
Le petit village ancien est placé en amont de l'axe du vallon du ruisseau de Luvigny. Cet axe moyen du vallon appartient à un réseau de failles secondaires qui vient de Framont et Grandfontaine, délimite grossièrement des dépôts sédimentaires triasiques d'est ou ouest avant de passer derrière le Taurupt et rejoindre la basse Mauvais en direction nord-ouest. Paul Chevreux et Léon Louis indiquaient que le seuil de l'église Saint-Barthélémy était situé à 399 mètres d'altitude.
La commune s'insère entre deux collines à l'altitude modulée ou ondulante, créant deux vallons ouverts grosso modo vers l'ouest :
- le plus grand au sud est la vallon de Blompierre ou des Grandes Chaumes, emprunté par le ruisseau de la Haute Goutte, qui remonte vers le col Pourrio situé à 718 m d'altitude, entre au nord la Tête de la Hazelle à 788 m d'altitude, et au sud le point haut de la commune vers 810 m d'altitude, sur un secteur nommé autrefois les Hautes Fêtes, qui partait des environs de la Tête d'Asson, à 837 m d'altitude, légèrement au sud-est et sur le territoire forestier de Vexaincourt, et suivait la ligne faîtière méridionale du vallon vers l'occident. Notez que le versant à l'ombre montrait un couvert forestier, qualifié de forêt, et que le versant au soleil portait une chaume, dénommée les Grandes Chaumes, déjà couverte de bruyères sur le cadastre napoléonien[2].
- le second vallon plus étroit est tourné vers le nord-ouest, il se nomme la Hazelle, partageant sa dénomination actuelle avec l'éperon rocheux pointant vers le nord à 682 m d'altitude, délimitant le versant occidental. L'éperon sommital comporte en retrait au sud le dolmen de la Hazelle vers 660 m et en avancée dans le raidillon vers le nord, le rocher de la Hazelle vers 655 m d'altitude. La partie haute de ce vallon comportait également une chaume, plus modeste, encore enclavée dans la forêt de la Hazelle en 1809, mais couverte de bruyères. Il existait un chemin de la Hazelle montant droit vers la forêt et la chaume, en amont de la vallée avant la limite communale avec Raon-sur-Plaine.

La limite communale avec la commune de Grandfontaine, c'est-à-dire avec les forêts du plateau du Donon annexé par l'armée prussienne en 1871, court simplement vers le nord sur la ligne de faîte, depuis le col Pourrio rejoint par une ligne descendant du point haut de la commune, vers la Tête ou plateau de la Hazelle s'étalant vers l'éperon homonyme. De là, la limite dévale vers le vallon des Coudiots et s'arrête à environ à 500 m d'altitude, au-dessus de Raon-sur-Plaine. Luvigny a récupéré toute l'ancienne forêt entourant au nord de l'éperon de la Hazelle. La limite à l'occident avec Raon-sur-Plaine descend un peu au-dessus de la route départementale sous 450 m d'altitude avant de remonter en rejoignant le vallon de la Hazelle, où elle commence à descendre, rejoignant vite le ru de la Hazelle, se confondant avec son cours vers le hameau du Trupt, rejoignant la Plaine légèrement en contrebas de celui-ci.
Sur les Hautes Fêtes file vers l'ouest sur presque 3 km une ligne de faîte qu'emprunte approximativement la limite communale avec Vexaincourt. Du point haut de la commune pendant environ 700 m la commune voisine occupe le sommet et déborde sur le versant, en particulier les croisement d'anciennes voies de débardage. La ligne de faîte, encore nommée les Hautes Fêtes, est respectée comme limite à l'approche de la Tête de Blompierre, autrefois Asson à 789 m d'altitude ainsi qu'au col d'Asson à 624 m d'altitude, qui le suit. Par contre, le sommet et une petite partie du côté sommital au soleil tendent à être appropriés par la commune de Luvigny, notamment sur l'éperon des Hauts Champs, autrefois Champ-Blompierre ou simplement la montagne de Blompierre, culminant à 633 m d'altitude, à côté du Rocher des Hauts Champs. La roche des Hauts Champs située à 1,1 km à vol d'oiseau de l'église de Luvigny consiste en une agglomération de rochers en grès vosgien, traversée de couloirs d'un côté à l'autre et couvrant sur plus de deux cent mètres avec une épaisseur de 6 à 10 mètres, l'éperon rocheux sommital de la montagne.
La descente des limites communales vers la vallée reste également complexe sur ce secteur des Hauts Champs, sous l'ancienne montagne de Blompierre, au voisinage des lieux-dits La Chouette et Le Trépoux. En dessous de la route forestière à 458 m d'altitude, la limite semble d'abord partir vers l'ouest en direction du centre de Vexaincourt avant de bifurquer vers le nord-est englobant ou non des anciennes lanières de champs, en dessous du bois de Luvigny, aussi le passage dans la prairie est plus direct vers la Plaine au-dessus de 376 m d'altitude.
Le ruisseau de Luvigny ou ruisseau de la Haute Goutte remonte curieusement vers le nord l'axe de la vallée, il contourne un monticule qui s'étage entre son lit étroit et la rue de la Creuse, il finit par se jeter dans la rivière Plaine en contrebas du village, coulant en amont du stade du Behay. Tout se passe comme si des aménagements antiques avaient surélevé en terrasses ou permis d'aplanir de manière régulière pour construire les deux quartiers centraux en aval de l'église, toujours en amont du Behay et du ruisseau. Le ruisseau paraissant remonter l'axe de la vallée semble détourné vers le nord, alors que son cours devrait passer par la creuse (rue de la Creuse) et s'infléchir progressivement vers l'aval. L'aménagement oublié, mais vraisemblablement important et pérennisé à l'époque médiévale, a permis de freiner le cours de la rivière, d'établir des grands étangs ou plans d'eau en amont du village, ainsi que des passages faciles par un pont et des passerelles. Au niveau du village, les prairies d'irrigation n'existaient quasiment pas, alors qu'elles réapparaissaient en amont et en aval. Tout se passe comme si l'installation du village, au sec, avec ses rua ou rigoles les avait fait disparaître.
Ce premier quartier central au plus près de l'église paraît aujourd'hui vide : il a été jadis occupé par le cimetière, la galerie séparatrice et l'ossuaire... Le cimetière a été délocalisé bien en amont de la Grande Rue filant vers Raon-sur-Plaine, probablement à la fin du XVIIIe siècle ou au XIXe siècle. D'autres quartiers périphériques en amont des quartiers centraux semblent avoir été construits plus tardivement.

### Géologie
Les terrasses décrites sont aménagées sur le socle des grès feldspathiques de la couche permienne de Saint-Dié, autrefois considérée en thuringien. Mis à part le fond alluvial de la vallée principale, très étroit au niveau du village, et même légèrement en amont, au niveau de son pont actuel et des dernières installations hydrauliques, l'essentiel du finage de Luvigny se place sur les argiles et grès dites todtliegende Buntsandstein, formant une zone étroite en aval vers Vexaincourt alors qu'il s'impose en largeur à hauteur du thalweg du ruisseau et sur ces rebords, voire se maintient à altitude constante en amont dans une zone moins large du fait du resserrement de la vallée. Le versant forestier, par exemple en amont de la maison forestière de Blompierre (La Hazelle), dévoile sur quelques rebords ou falaises le grés vosgien, alors que les hauteurs et sommets, dans la même ligne de coupe au col d'Asson, se caractérisent par le grés triasique.
La pédologie ancienne était très différente sur ces divers substrats gréseux, car il pouvait exister autrefois des dépôts éoliens ou placage de loess, voire de poudres de roches glaciaires, arrachées au socle volcanique de l'amont autour des deux Raons, et déposés sous forme de tills. L'expérience agricole sur les couches permiennes, d'aspect rougeâtres et souvent sèches d'aspect, généralement pauvres, est parfois contrastée : c'était aussi le cas de rares champs excentrés aux abords des prés bois, dans le bassin permien de Saint-Dié où les moissons de froment et d'orge pouvaient demeurer excellentes, alors que l'essentiel des autres labours rouges peinait à rendre une récolte de seigle et d'avoine acceptable.

### Hydrographie et les eaux souterraines
Hydrogéologie et climatologie : Système d’information pour la gestion des eaux souterraines du bassin Rhin-Meuse :
Territoire communal : Occupation du sol (Corinne Land Cover); Cours d'eau (BD Carthage),
Géologie : Carte géologique; Coupes géologiques et techniques,
 Hydrogéologie : Masses d'eau souterraine; BD Lisa; Cartes piézométriques.
La commune est située dans le bassin versant du Rhin au sein du bassin Rhin-Meuse. Elle est drainée par la Plaine et le ruisseau de Luvigny, autrefois la Haute Goutte,. Notons au nord le ruisseau de la Hazelle, qui, par un cours semi-temporaire assez encaissé, au débit parfois violent en cas d'orages, rejoint rapidement la Plaine en dessous du hameau du Trupt,.
La Plaine, d'une longueur totale de 34,3 km, prend sa source dans la commune de Grandfontaine et se jette dans la Meurthe à Raon-l'Étape, après avoir traversé onze communes.

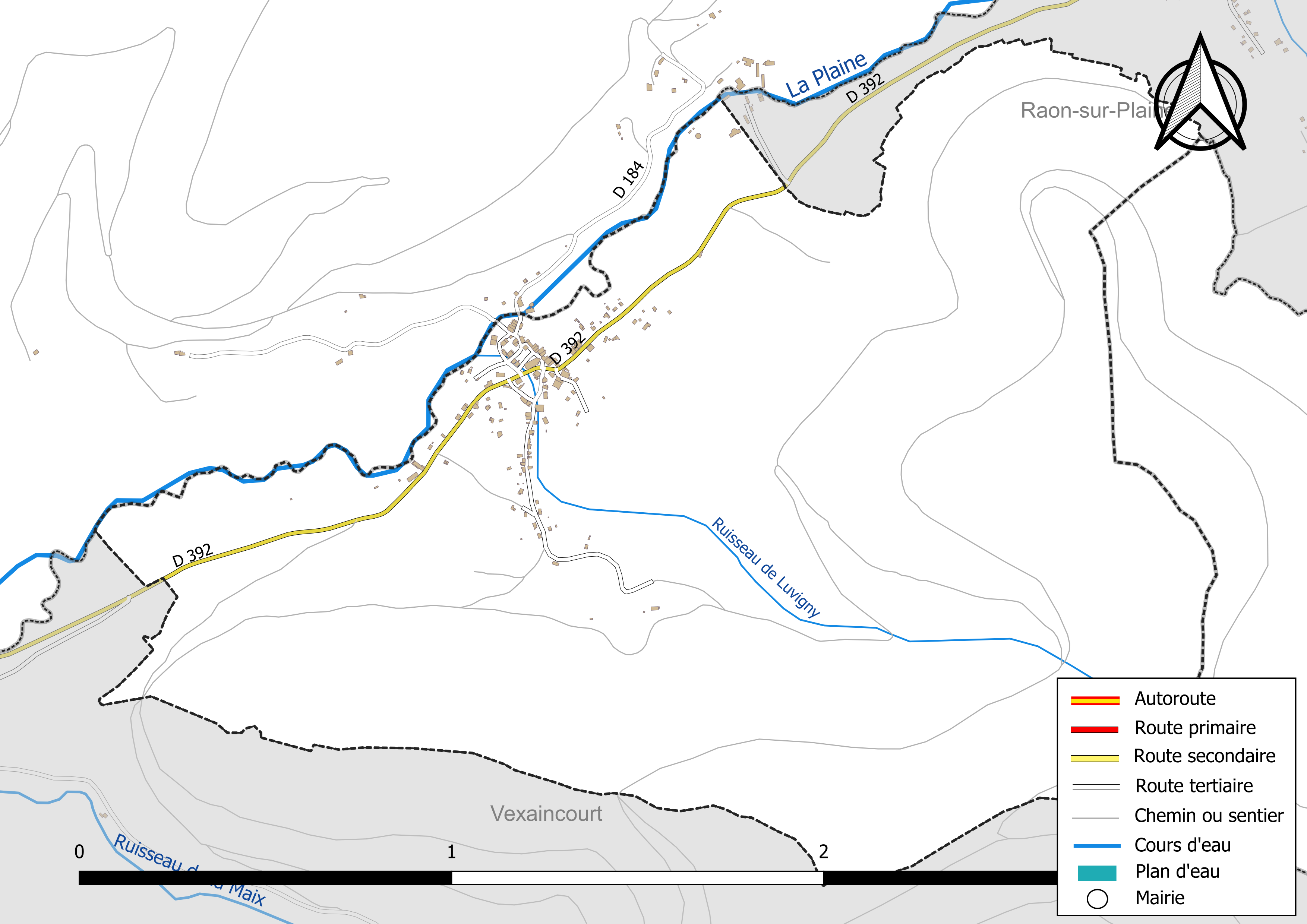
Réseaux hydrographique et routier de Luvigny.

La qualité des eaux de baignade et des cours d’eau peut être consultée sur un site dédié géré par les agences de l’eau et l’Agence française pour la biodiversité.

### Voies majeures de circulation
L'axe majeur de circulation est la vallée de la Plaine. Il était coupé par le vieux chemin ou sentier de Luvigny longeant le ruisseau de la Haute Goutte qui descend du col Pourrio pour remonter vers les hauteurs du Taurupt. Il existait deux chemins au début du XIXe siècle qui évitait le ruisseau ou le bas du vallon de Haute Goutte: 
- le chemin de Luvigny aux Grandes Chaumes attesté en 1809. Il partait du cœur du village pour rejoindre le versant au soleil du vallon. Il se nomme en 1846 le chemin des Hauts Champs, dénomination d'une haute section de finage en aval des chaumes.
- le chemin de Luvigny à la forêt impériale de Blompière, attesté en 1809. Partant au sud du village, il longeait d'abord le ruisseau puis gagnait le petit hameau du vallon de la Meule et la ferme du Bois, dénommé aussi Blompierre. Ses deux diverticules principaux, l'un allant vers le bois de Luvigny, l'autre vers la ferme et la forêt royale de Blompierre, se nomment en 1846 chemins de la forêt. Il s'agit pour le second au XXe siècle du chemin de la Basse des Loges.

Plus en amont, notons d'abord le chemin de Gerbainchamp, ancien chemin de Luvigny vers la forêt domaniale de la Hazelle, puis le nouveau chemin de la Hazelle, deux chemins qui quittent, à l'instar du chemin des Hauts Champs, la route de Rambervillers  à Strasbourg en 1846, pour gagner la forêt domaniale, c'est-à-dire les abords des Bois Sauvages.
En 1845, Luvigny était situé sur la route départementale 16 à 65 km d'Epinal, chef-lieu du département, à 40 km de Saint-Dié, chef-lieu d'arrondissement et à 23 km de Raon-L'Etape, chef-lieu de canton. 1 020 mètres de chemins vicinaux ordinaires et 4 970 mètres de chemins ruraux reconnus étaient entretenus par le cantonnier à la charge de la commune.
La rectification et l'amélioration des routes permet de raccourcir sensiblement les distances en 1884, avec seulement 22 km depuis Raon et 37 km à partir de Saint-Dié. L'arrivée du chemin de fer date du début du XIXe siècle avec l'extension de ligne financée par des intérêts privés de Celles vers Raon-sur-Plaine.

### Climat
Pour des articles plus généraux, voir Climat du Grand Est et Climat des Vosges.
En 2010, le climat de la commune est de type climat de montagne, selon une étude du Centre national de la recherche scientifique s'appuyant sur une série de données couvrant la période 1971-2000. En 2020, Météo-France publie une typologie des climats de la France métropolitaine dans laquelle la commune est exposée à un climat semi-continental et est dans la région climatique Vosges, caractérisée par une pluviométrie très élevée (1 500 à 2 000 mm/an) en toutes saisons et un hiver rude (moins de 1 °C).
Pour la période 1971-2000, la température annuelle moyenne est de 9,4 °C, avec une amplitude thermique annuelle de 16,6 °C. Le cumul annuel moyen de précipitations est de 1 206 mm, avec 12,8 jours de précipitations en janvier et 10,9 jours en juillet. Pour la période 1991-2020, la température moyenne annuelle observée sur la station météorologique de Météo-France la plus proche, « Badonviller », sur la commune de Badonviller à 13 km à vol d'oiseau, est de 10,2 °C et le cumul annuel moyen de précipitations est de 1 066,3 mm. 
La température maximale relevée sur cette station est de 39,1 °C, atteinte le 4 août 2022 ; la température minimale est de −22 °C, atteinte le 14 janvier 1960,,.
Les paramètres climatiques de la commune ont été estimés pour le milieu du siècle (2041-2070) selon différents scénarios d'émission de gaz à effet de serre à partir des nouvelles projections climatiques de référence DRIAS-2020. Ils sont consultables sur un site dédié publié par Météo-France en novembre 2022.

## Urbanisme

### Typologie
Au 1er janvier 2024, Luvigny est catégorisée commune rurale à habitat dispersé, selon la nouvelle grille communale de densité à sept niveaux définie par l'Insee en 2022.
Elle est située hors unité urbaine et hors attraction des villes,.

### Occupation des sols
L'occupation des sols de la commune, telle qu'elle ressort de la base de données européenne d’occupation biophysique des sols Corine Land Cover (CLC), est marquée par l'importance des forêts et milieux semi-naturels (93,9 % en 2018), une proportion identique à celle de 1990 (93,9 %). La répartition détaillée en 2018 est la suivante : 
forêts (83,6 %), milieux à végétation arbustive et/ou herbacée (10,4 %), zones agricoles hétérogènes (6,1 %). L'évolution de l’occupation des sols de la commune et de ses infrastructures peut être observée sur les différentes représentations cartographiques du territoire : la carte de Cassini (XVIIIe siècle), la carte d'état-major (1820-1866) et les cartes ou photos aériennes de l'IGN pour la période actuelle (1950 à aujourd'hui).

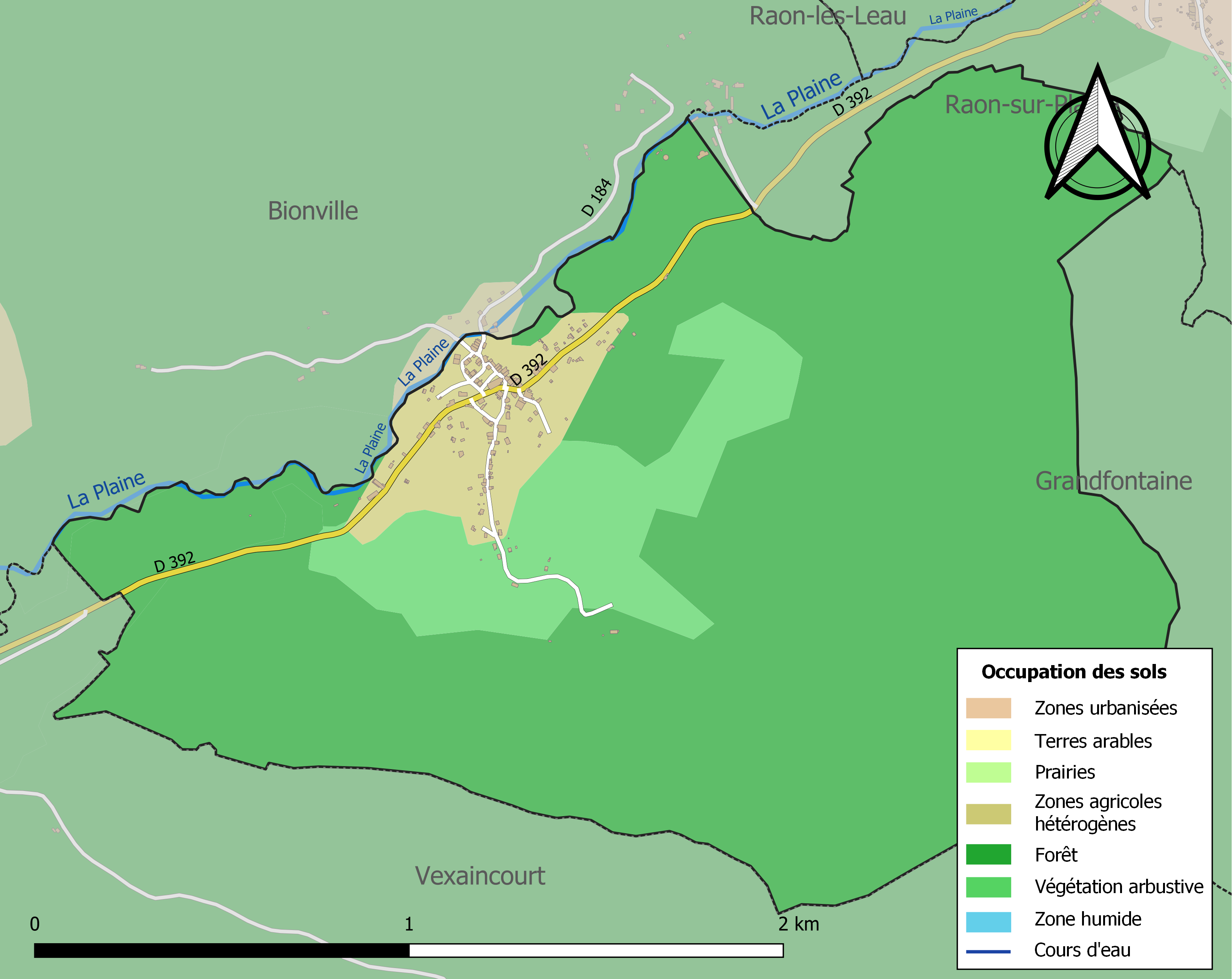
Carte des infrastructures et de l'occupation des sols de la commune en 2018 (CLC).

## Toponymie
Le nom de la localité est attesté sous les formes Luvigny (1656) ; Levigny (1702) ; Luviniacus (1768).

Liriger en allemand.

Luviniacus, selon la relatinisation assez artificielle du Pouillé Chatrian en 1768.
Luvigny représente, d'après sa forme intrinsèque, un toponyme d'origine gallo-romaine, d'après Emile Gerlach.
 
L'instituteur Auguste Demengeon mentionne en gros deux prononciations excentriques : une noble latinisante Louvigny, une patoise vulgaire Leuvigny. La seconde prononciation se retrouve d'ailleurs écrite sur la carte topographique de la principauté et du comté de Salm.
Le roman Lupinus traité comme *Lupinius est à l’origine de nombreux noms ou surnoms de personnes, qui à leur tour ont été à l’origine de nombreux toponymes.

Le terme en latin médiéval, livellus, qui a laissé par l'ancien français le mot anglais level, indique à l'origine une mise à niveau. Il pourrait s'agir d'un « livello vano », au sens d'une passe nivelée très ancienne ou encore d'un qualificatif roman en diminutif pluriel, extirpé de son terme livellini. Remarquons que le mot féminin en ancien français, lieve, désigne autant une levée (étape autant nécessaire qu'un abaissement pour assurer un nivellement de terre ou de sable).
La route principale de la vallée, dénommée au XIXe siècle chemin de grande communication ou route départementale, est toujours nommée grande rue, autrefois grand'rue, et pas seulement dans le village. Le mot rue en ancien français provient du latin populaire ou médiéval ruga, signifiant le chemin.
Les loges désignent les abris provisoires des chantiers hivernaux de coupes forestières, voire de charbonniers à une époque reculée. Le mot loge attesté en ancien français vers 1138 provient du francique laubja, désignant un abri sommaire de feuillage, mais aussi une tente, une hutte ou cabane provisoire, et par extension tardive, tout lieu de résidence. La "basse des Loges" désigne en lorrain le vallon du ruisseau de Luvigny, qui donne accès au monde forestier. La maison forestière de la Hazelle se nommait autrefois maison forestière Blompierre, ce qui explique le nom d'une résidence d'habitation.
La rue de la Creuse épousant l'antique lit du ruisseau du vallon est désormais un cul-de-sac depuis l'amont. Mais continué autrefois vers la scierie de la Creuse, jouxtant les prairies homonymes en aval du village, ce simple chemin d'exploitation permettait aux voituriers d'y décharger grumes ou autres bois à scier. Les dénominations des scieries qualifiaient trivialement les chemins d'accès ou de débardage des cantons forestiers, réservé aux seigneurs sous l'Ancien Régime. La rue de la Scierie, parfois qualifiée de scierie communale, se retrouve paradoxalement au centre du village, d'abord en courbure de plus en plus forte, depuis la rue des Moines, en laissant à droite la rue de l'église rejoignant la basse des Loges et la rue du Tacot se dirigeant vers l'amont en longeant la Grande rue.
La rue du Bas Bout qui épouse une courbure symétrique, concave vers l'est, paraît indiquer l'emplacement des anciens remparts de Luvigny, où l'ancienne église semble se confondre avec un donjon ou dominium.
Le secteur du Behay en contrebas près de la rivière semble désigner de manière confuse à la fois un bief, biet en ancien français ou bihay en vieux vosgien, et une ligne ou lieu en montée, berg-oïla ou béhouille en patois vosgien.
La mairie-école, perpétuation lointaine du ban paysan, méprisé par les ordres supérieurs de la noblesse et du clergé, est largement extérieure à l'enceinte protectrice médiévale, la rue de l'école toujours à gauche du ruisseau, segmentant au début du XIXe siècle des parcelles de prés.
Le chemin des Petits Champs, la rue des Hauts Champs et la voie de Gerbainchamp quittent la Grand rue légèrement montante de la vallée à sa droite, respectivement à 200 mètres du centre du village, au-dessus du village et de l'église esquissant une grimpette vers la Hazelle, et plus en amont avant le cimetière au pied de la Hazelle. Signe de la disparition du monde paysan de l'attelage au milieu du XXe siècle, elles finissent toutes en cul de sac routier.

Ces toponymes indiquent pourtant nullement une fermeture, puisque ce sont des espaces ouverts et libres
Du latin campus, les petits champs désignent les surfaces agraires en lanières ou terrasses du finage resserré de Luvigny.
 
Les Hauts Champs sont probablement une altération de Hhaute ou XHâte, désignant des reliefs tabulaires gréseux, autrefois aux sommets dépourvus de végétation. Gerbainchamp, microtoponyme qui se retrouve à Grandfontaine, reste mystérieux.

## Histoire
Luvigny, le plus petit village du Val d'Allarmont au niveau de son finage, mais avec les terres cultivables les plus riches, est attesté en 1598 avec près de 80 maisons, y compris écarts, lors du partage du comté de Salm. Ses terres sont alors l'objet d'un partage méticuleux entre les seigneurs, d'un côté le comte lorrain de Salm en amont, de l'autre le rhingrave de Salm, ou comte Sauvage du Rhin, en aval.
La guerre survient en 1632, elle ne semble nullement mettre un terme à des années de tensions latentes et de vexations religieuses, accablant une minorité calviniste ou crypto-protestante, encore attachée à son petit pays. En 1635, les fermiers des scieries ou des terres louées du comté ou principauté ne peuvent honorer leurs baux, tant les courses de soldats étrangers ont pris bêtes, denrées et biens meubles. Une effroyable mortalité, due aux épidémies, règne alors sur l'ancien comté, et les survivants des hameaux pillés trouvent refuge dans les bois à l'écart des routes et chemins. Après Senones saccagée, l'église de Luvigny est brûlé en 1636. Dans les années 1640, face au vide laissé par la soldatesque et ses cortèges pesteux, suivi par la fuite au loin de la moitié des habitants survivants, on pourrait croire les rivalités et vexations religieuses locales oubliées, mais la violence, la haine, la dénonciation et l'envie cupide sourdent de toute part. En 1651, des troupes lorraines, en quête éperdues d'hérétiques ou de victimes expiatoires effaçant leur lamentable défaite face aux armées royales française et suédoises, s'acharnent en cantonnant sur ce piémont et cette montagne, autrefois protestantes au milieu du siècle dernier, de Pexonne à Pierre-percée, de Celles jusqu'au tréfond du val d'Allarmont
Le village serait cité en 1656, comme faisant partie de la principauté d'Empire de Salm. Dès les années 1660, un premier bilan paraît tirer des autorités lorraine et de la principauté de Salm, imposant un repeuplement sous obédience catholique. En 1751, lors de l'édit de partage sans indivis et fixation de capitale différente, il échoit au bailliage de Lunéville, donc à la Lorraine ducale, mais la convention du 20 décembre 1751 le rend entièrement à la principauté de Salm-Salm. Il a longtemps gardé ses droits d'affouage sur la forêt de Luvigny, sise sur Ban-Le-Moine, aujourd'hui Bionville, comme l'attestent des documents forestiers de 1822.

### Période médiévale et moderne
Luvigny fait partie du Val d'Allarmont, organisé en ban et mairie au XIIIe siècle au sein du comté de Salm. Il s'agit même du cœur religieux concret de cette entité paysanne, discrète, quasi-invisible pour les hautes sphères religieuses ou politiques qui prétendent diriger et conduire les âmes paysannes supposées naïves ou sournoises. Le pouvoir seigneurial ou financier, au main des différentes branches héritières des comtes de Salm, qui parfois se déchirent ou s'accordent en partages multiples ou indivisions prolongées, a aussi causé des tensions politiques, que Luvigny, centre des rivalités seigneuriales ou religieuses, propage et amplifie en créant des fissures entre les communautés paysannes adhérentes du ban d'Allarmont. Mais l'organisation collective du ban, maître d'œuvre des collectes d'impôts, permet aux communautés paysannes réunies de résorber par la négociation les différends et de résister à la puissance seigneuriale. Ce faisant, sans se dévoiler en seigneur comme certaines villes ou regroupements paysans de montagne alpines, les habitants du ban finissent par imposer, grâce à leur labeur et une activité besogneuse méprisée par la noblesse, leurs droits inaliénables et leurs incontournables maîtrises techniques et organisationnelles, sachant, en pleine conscience, que la moindre déchéance du ban ou de la mairie, son organe phare, signerait le retour au servage ou à la spoliation des habitants les plus humbles au plus discrètement prospères.

#### Foi religieuse et déviances
Le comté de Salm avait embrassé le protestantisme au cours du XVIe siècle. Mais les seigneurs adeptes luthériens et promoteurs du luthéranisme ont très vite été dépassés par les progrès foudroyants du calvinisme après 1560. Au point que le peuple se partageait entre une foi calviniste et un vieil attachement aux formes délaissées d'un vieux christianisme, à la fois rituel et spirituel, marqué par des transports extatiques, parfois presque shamanique, au cours de prières collectives, les croyances en la magie blanche et la théosophie savante, les participations engagées par un porteur mystique aux pèlerinages, d'avant les Réformes.
Mais les héritiers des deux princes régnants abjurent successivement, à commencer par le jeune Philippe-Othon en 1591 à Rome, alors que le comte Jean IX de Salm marie sa fille adoptive Christine en 1597 avec François de Lorraine-Vaudémont, fils du très catholique Charles III. Une réorientation religieuse voit le jour de 1608 à 1618, induisant une impérieuse reconquête apostolique pour imposer le catholicisme tridentin. Il va de soi que cela concerne les deux courants décrits, le terme d'hérésie sectaire et schismatique étant réservé aux protestants. L'abbaye de Senones passe à la réforme vanniste, pour l'extraire d'une sympathie intolérable envers les pratiques de magie blanche des vieux croyants. Le prieur de Senones devient un relais de l'abbé de Haute Seille, nouvel apôtre autoritaire chargé de l'inquisition, de la censure et de la reconquête, le prieur est intronisé vicaire apostolique. En 1618, le curé de Luvigny reçoit la consigne de réserver les systèmes d'aides alimentaires aux seules âmes catholiques. Même si les autres familles paient leurs contributions fiscales, elles ne peuvent en bénéficier. Un système d'apartheid, avec ghettoïsation, est même instauré pour séparer les gens de confession. Six années plus tard, le bilan reste piètre, laissant l'arbitraire de la censure. Autant le temple de Badonviller a été facilement démantelé et privé d'influences luthériennes et calvinistes, ces pasteurs persécutés ayant été chassés ou partis d'eux-mêmes vers d'autres cieux urbains, autant les diverses conceptions de la foi ancrée en profondeur dans les campagnes et les bois semblent inébranlables. Missions jésuites répétées et contraintes de justice par spoliation ou confiscation de biens matériels, vexations diverses, déportation ou bannissement des corps, voire remplacement autoritaire par de pauvres populations incultes prennent le relais, induisant non pas une plate soumission, mais une solidarité fraternelle et mystique associant pêle-mêle les derniers crypto-protestants aux vieux-croyants. Les épisodes de guerres et les épidémies ne paraissent pas arrêter le zèle de la reconquête, non sans dévoyer diaboliquement des comportements d'une petite caste insatiable et dévote, de délateurs et de profiteurs de la persécution autorisée. Une fois les temps de guerre et d'épidémie passés, le climat de violences et d'insécurité incite les représentants de l'ordre menacés à faire établir des cantonnements militaires dans ces régions hérétiques ou rebelles à la vraie foi, dès la fin des années 1650. Ainsi la soldatesque lorraine menée par des capitaines avides détruit et massacre allégrement une grande partie de la population hôte, confondant parfois dévots persécuteurs enrichis et faibles êtres à persécuter, l'armée lorraine frustrée se venge de son inaptitude militaire pendant les derniers conflits. Il est probable que quelques religieux aient rapporté à l'évêque les dérives et turpitudes de cette reconquête parvenue à ses fins sur une population apeurée et encore en partie réfugiée dans les bois ou sous les roches, au cours des années 1660. Mais le coup d'arrêt vient d'abord des seigneurs, qui perçoivent par l'absence de remontée fiscale le collapse des populations, et cherchent lentement, mais dès qu'ils le peuvent à moindre frais, à repeupler les bans de montagnes dévastés.
Une période de stabilité s'ouvre avec l'instauration sous l'égide de l'évêque de Toul, du doyenné de Salm en 1680. L'abbaye de Senones confirme par procès ses droits au tiers des dîmes grosses et menues, les deux autres tiers se répartissent équitablement entre le curé et la recette seigneuriale. La cure reste à la collation de l'abbé de Senones. Mais l'ère ouverte par cette hégémonie touloise sanctionne fortement l'abbaye et le chapitre de Senones, qui a cédé toute souveraineté sur les affaires religieuses à partir des années 1660.
Il existe des indices que Leuvigny, malgré son statut de chef-lieu de cure catholique, n'a pas été épargné par les agissements de la soldatesque autour de l'année 1660. Le début des actes de baptême, mariage et sépulture, remonte à 1682. Des destructions importantes ont eu lieu dans les années 1660 sur l'ensemble de la vallée, à commencer par l'éradication de villages comme les Los et Haute-Allarmont.
En 1710, cinq foyers fiscaux de référence sont retenus. La grande majorité de la population reste pauvre ou très modeste. En 1737, l'abbé de Senones Dom Augustin Calmet présente à l'évêque de Toul, un candidat André Mengeolle pour le confirmer curé de Luvigny. Sa Notice de Lorraine, dont des versions posthumes ont été complétées par des moines, scribes ou collaborateurs, mentionne le rôle éminent du doyenné de Salm dont le siège est à Badonvillers, sur les paroisses de Celles, Lonvigny (sic), Alarmont et Basincourt (sic). Les écritures approximatives de Luvigny et Vexaincourt, y compris la liste incomplète des paroisses, confirment la fin de la juridiction spirituelle de Senones et une méconnaissance étonnante du Val d'Allarmont, si ce n'est un mépris du vil monde paysan.
Au spirituel, la paroisse de Luvigny, dédiée à saint Barthélémy, dépendait encore à titre nominale de façade de l’abbaye de Senones, mais son inclusion dans le doyenné de Salm la réservait à l'autorité souveraine de l'évêque de Toul. Comme le pressent l'instituteur Demengeon, l'indépendance du curé de Luvigny après sa nomination par bulle, le statut de paroisse dominante et non de simple vicariat soumis et privé de moyens, la foule des desservants, la maîtrise des rituels de l'ancien ermitage de la Mer, l'importance concrète de l'église en tant que bâtiment remarquable, le plus vaste et le plus grand de la haute vallée, à l'ornementation intérieure richement décoré correspondent à une situation unique au Val d'Allarmont. Sa fête patronale se place au 24 août ou, si besoin, dans les jours qui suivent. Le ban de Luvigny, selon Lepage et Charton, se composait des villages de Luvigny, Raon-sur-Plaine et Vexaincourt. En fait, il s'agit d'une partie résiduelle du ban religieux de Luvigny, car les paroisses citées, ainsi que d'autres entités disparues comme la Haute Allarmont ou les Los, n'étaient longtemps que des annexes de Luvigny.

#### Au sein d'un grand ban de Plaine
Le pouvoir politique au sein du ban d'Allarmont est partagé entre les diverses communautés qui le composent, avec des voix représentatives quasiment égales, et Luvigny joue souvent un rôle éminent et central au point que le maire du Val d'Allarmont ou du ban d'Allarmont, souvent abrégé en maire d'Allarmont, pouvait être un homme habitant Luvigny. Dans ce cas de figure, le ban de la haute Vallée de la Plaine aurait pu être qualifié également de ban de Luvigny. Notons enfin que les seigneurs s'attribuant un titre de seigneur de Luvigny, générait ipso facto un ban de Luvigny, notion théorique, car le travail de collectes et de calculs fiscaux sur le finage, hors gruerie, était organisé par la mairie du Val d'Allarmont, qui apportait la part de contribution idoine au seigneur selon les biens reconnus.
Le partage entériné le 8 et 9 septembre 1598 fracture l'ancien comté de Salm, paradoxalement indivis, au niveau de Luvigny:
- le dessus et l'essentiel du village avec ses maisons et dépendances, la communauté de Raon, une partie des communautés des Los et de Raons en rive droite de Plaine et surtout la forêt du domaine comtal méridional et en amont et autour des habitations, reviennent à Jean IX, comte de Salm, maréchal de Lorraine, conseiller d'état du duché de Lorraine, gouverneur de Nancy et deux années plus tard, à ce que nous appelons le comté lorrain de Salm, à savoir nommément au fils du duc de Lorraine Charles III, François, marquis de Hattonchâtel, comte de Vaudémont, par la dot de son mariage avec Christine de Salm, après la mort en 1600 de son oncle et père d'adoption, Jean IX[43],[44].
- le dessous du village avec ses maisons et dépendances, les communautés d'Allarmont (Haut et Bas-Allarmont) et de Vexaincourt, et les petites communautés ou hameaux en vis-à-vis sur la rive droite, et surtout la vaste forêt en amont des vallons forme un pan de la seigneurie attribuée au rhingrave Frédéric, comte sauvage du Rhin, beau-frère de Jean IX, mort en 1608 et à son fils Philippe Othon de Salm-Sauvage, comte sauvage, lieutenant général et maréchal de camp en Alsace par la grâce de l'Empereur de la maison Habsbourg, qui l'honore plus tard, après son ralliement en religion catholique, du prestigieux titre de prince du Saint-Empire, premier prince de Salm et comte d'Empire du Rhin en 1623.

Plus qu'au niveau des communautés, qui pourraient éclater, un sourde rivalité seigneuriale s'instaure au niveau de l'accaparement, marquée par une course onéreuse au bornage et des contestations, et de la maîtrise des forêts y compris par privatisation des routes et chemins d'accès. Le harcèlement des autorités seigneuriales exacerbe quatre conflits majeurs, ce qui soude à long terme la mairie du ban et les habitants du Val.
- Les habitants du Val d'Allarmont veulent garder au-dessus des bois du Ban le Moine, de Hièrenzey au forêt de Saint-Sauveur, avec les droits de cloison, de marnage, de vaine pâture, dans les forêts et chaumes, sur l'ancienne forêt étendu de Ban-le-Moine. Les modalités du partage ont rendu caduque les anciennes jouissances tolérées. Les autorités seigneuriales rejettent désormais ces prétentions paysannes.
- La rente annuelle et perpétuelle de six réseaux d'avoine qui était honorée par les habitants de Saint-Maurice, en échange probable d'accès en forêt lointaine, avant le partage du comté, est passée au ban d'Allarmont, pour une rémanence désormais obscure de report fiscal. Le ban d'Allarmont refuse d'emblée cette taxe surgie du chaos des accords, mais les autorités seigneuriales l'exigent.
- Le mayeur de Pexonne conserve le droit exclusif de mettre douze porcs à la glandée dans les bois d'usage de Ban-le-Moine. La mairie d'Allarmont veut l'abolition de ce droit vétuste.
- Le comte de Vaudémont privatise sans vergogne sa forêt, il supprime les droits de passage immémoriaux, et souhaite fermer le chemin de la Goutte Ferry, qui n'est autre que l'ancienne route de Raon-sur-Plaine à Strasbourg. Happer un bien public commun, pour en faire profit, hérisse au plus haut degré la susceptibilité des habitants du val d'Allarmont.

En 1619, le plaid du ban et son organe exécutif, la mairie, refuse de payer l'impôt. Les princes inquiets mandatent aussitôt deux officiers pour une enquête approfondie sur les lieux. Une conciliation provisoire est trouvée, ouvrant droit à d'éphémères garanties assurées de police et de jouissances autonomes, une fois les impôts levés, et à une négociation lente qui débouche sur l'accord du 5 novembre 1620. Les trois derniers points d'achoppement sont supprimés, à savoir la rente de six réseaux d'avoine, le droit abusif du maire de Pexonne et l'intolérable privatisation du comte de Vaudémont. Le droit sur Ban le Moine est maintenu en statu quo provisoire, mais il reste diverses solutions à affiner ou inventer.
La grande forêt est un privilège seigneurial associé au droit de chasse, de dîmage des écarts et des censes inclus dans la forêt. Les communautés, ainsi que la mairie du Val d'Allarmont qui le représentait, ne jouait aucun rôle au niveau des grueries seigneuriales. Emile Gerlach avait pourtant retrouvé, à son grand étonnement, perdus dans les riches fonds des archives de Luvigny, aujourd'hui disparus, un registre de gruerie de la principauté de Salm au XVIIIe siècle, avec une copie authentique du règlement du 12 décembre 1596 pour l'administration des bois et forêts du comté de Salm. Différents seigneurs de la famille des Salm-Sauvage et de la branche cousine du comté auraient pu se disputer la petite seigneurie forestière de Luvigny, longue rivalité qui peut expliquer l'attribution spatiale réduite au niveau forestier à la commune crée en 1793.
Ce règlement forestier de 1596 définit les droits des habitants des communautés usagères, le plus souvent avec des droits gratuits par feu ou foyer fiscal, sans commerce, ni spéculation, ces activités lucratives en principe réservées aux seigneurs ou à ses marchands, qui se réserve l'exploitation, l'industrie des gros bois coupés (tronces, planches, pièces de charpentes préfaçonnées) et leurs exportations par flottage. L'article 8 mentionne le droit de familles habitantes à trois cordes de bois de chauffe, soit entre 10,5 et 9 stères par feu. La forêt n'est nullement homogène, les habitants vont chercher leurs affouages dans certains secteurs, qui ne sont pas encore appelés cantons forestiers, par le gruyer ou garde-forestier du seigneur. Il peut parfois s'agir de bois morts. Les articles 3, 4 et 5 détaillent les bois de devis ou de construction, c'est-à-dire de bois vif de marnage, de merrain utile aux constructions, de couvertures en hiver, mais aussi les bois de rabaissées, de fours, de rans à cochons (réduits à porcs), de cloisons de propriétés. L'article 12 évoque les corps de fontaines, les auges des ferme et cens. Tout abus est réprimé, s'il y a contrôle.
Les droits ne sont pas fixes, ils évoluent. Ainsi une requête accordée le 9 novembre 1736 permet aux habitants du Val d'Allarmont les biens immobiliers d'héritage par des cloisons élaborée en bois, peut-être sous forme de poteau, barrières et de bois en treillis. L'autorisation délivrée par la gruerie ouvre un droit de coupe spécifique dans la forêt de ban le Moine, depuis Haunoery jusqu'au Petit Halbach.
Toutes autres activités de prélèvement sont interdites, à moins d'obtenir une autorisation gracieuse ou une licence contre un paiement annuel. Les droits de jouissances des communautés agro-pastorales au sein du ban d'Allarmont sont égales, si on regarde les droits de vaines pâtures, expressément hors période saint Rémy à la Purification de la Vierge, les divers droits de parcours, de pâturages et de paissons sur certains espaces forestiers, parfois avec achat de droits, par exemple le droit de laisser trois porcs à la glandée par ménage si la taxe de trois deniers par tête est assurée.
Une des principales richesses tirées des forêts du Val d'Allarmont était, outre le bois d'œuvre, sous forme de tronces, planches, pièces de charpente... et le bois de chauffe, disposé en rôle norme et souvent flottée à bûche perdue, le charbon de bois classique ou spécifique pour les hauts fourneaux de Framont, ce dernier étant un produit hautement technique. Mais il ne faut oublier les qualités anciennes des populations dans l'art du bois (boissellerie, menuiserie, ébénisterie, charpente, couverture, charronnerie, saboterie...) et du fer (clouterie, taillanderie, forge de pièces en fer... associée à la valorisation de la production sidérurgique brute de Framont).
Le finage est restreint, limité à 90 hectares. Le seigle, céréale d'hiver, l'avoine, céréale de printemps, et la culture de pommes de terre sont dominantes. Les laitages, le lait caillé ou chic, les pommes de terre en ho blanc ou noir, et le pain de seigle constitue la nourriture frugale quotidienne des plus modestes. Les habitants, s'ils gardent encore leurs habits de grosse toile et leurs sabots isolants, mettent des chaussures en cuir pour les déplacements au loin. Le marché de Badonviller, mais aussi les foires de montagne et les commandes par colportage, permet de diversifier les habits, toque et chapeau du dimanche et d'améliorer la qualité des habits et bonnets usuels.

#### L'ermitage de la Mer et sa disparition au siècle des Lumières
L'ermitage Notre Dame de la Mer, autrefois écrit Hermitage de la Mer, en réalité le nom religieux de la chapelle souterraine et des bâtiments annexes près du lac de la Maix accueille des retraites spirituelles discrètes, autorisées et financées par l'abbé de Senones Dom Calmet, sous le contrôle du curé de Luvigny. Son neveu, Dom Augustin Fanget, coadjuteur de l'abbé et prieur de Senones en 1750 n'apprécie ni ce lieu d'ermitage mystique ni les rituels qui accompagne la procession flamboyante du jour de la Trinité. Succédant à son oncle, l'ancien prieur supprime à la fois la procession et rend caduque le pèlerinage, il n'accorde aucun crédit ni subvention à l'ermitage, et même laisse aussitôt dépouiller le vieux sanctuaire à ex-voto de ses meubles et objets liturgiques tout en autorisant sa destruction par quelques habitants dévots de Moussey, tout heureux de confisquer, du moins le croient-ils, un pèlerinage juteux à la vierge noire. La destruction de l'ermitage et du sanctuaire de la Mer, lieu de pèlerinage renommé, peut surprendre : la suppression du budget nécessaire à l'entretien et à l'approvisionnement de l'ermitage habité, comme la disparition de la fonction d'ermite, relève d'une opération d'économie rigoureuse, incontestablement décidé en haut lieu par l'abbé Dom Fanget et son chapitre, et justifié par des commentaires vaguement applicables à tous les aspects de la croyance chrétienne populaire dans la montagne. Tout se passe comme si la maîtrise de la vie religieuse de la vallée lui ayant échappé et de plus en plus, le contrôle du pèlerinage de la Mer, l'abbaye se désengage à moindre frais, telle une armée débarquée qui ne veut laisser aucun navire à l'ennemi envahissant, fait brûler sa flotte.

#### Centre de formation d'un réseau religieux
La cure de Luvigny est incontestablement un ancien pôle de formation religieuse, qui se perpétue dans la foi catholique tridentine, le plus souvent au niveau élémentaire. Citons quelques personnalités, souvent oubliées, associés pendant leur jeunesse catholique à Luvigny.
Pierre Rosier, fils de Marc Antoine Rosier et Marie Barbier, naît à Luvigny le 21 mai 1744. Formé à l'école paroissiale de Luvigny, il poursuit ses études aux séminaires de Toul. Il y réside comme clerc, avant d'être ordonné prêtre en 1768. Petrus Rosier est nommé vicaire en 1772, puis en 1785 curé et recteur, des paroisses de Dossenheim et Wiwersheim dans le Kochersberg en Alsace. Après avoir connu une vie aventureuse de prêtre réfractaire de 1792 à 1798, il réintègre sa paroisse, d'abord comme administrateur de 1799 à 1801, puis curé concordataire en 1802 et y décède le 8 mai 1820.
Dom Jean-François Bouclainville, bénédictin de l'abbaye de Senones, prêtre jureur, avant d'être un renégat réfractaire pourchassé pendant sept années, et enfin le curé de Plaine de 1803 à sa mort le 8 décembre 1825, est né à Luvigny le 28 octobre 1754. Le 30 octobre 1792, il administre déjà la paroisse de Plaine, succédant au curé Joseph-Benoît Marchal. Après mars 1793, il prête serment à la constitution. Il se brouille, puis se réconcilie avec l'évêque Jean-Antoine Maudru, mis en cause pour une translation inopinée du tabernacle vers l'armoire de sacristie, constatée par une visite épiscopale inopinée du 10 juin 1793. Le remplacement de la messe par le décadi déplaît au prêtre déjà impertinent et turbulent, qui est finalement chassé de son poste par les autorités républicaines au cous de l'automne 1794. En 1795, l'exilé rétracte en catimini son serment en présence de Jean-Louis Nicolas de Thumery, ancien chanoine de Saint-Dié et vicaire de l'évêque légitime en exil. En 1796, il entame sans vergogne une carrière dans l'administration cantonale de Plaine, en devenant son président élu. L'évêque Maudru, comprenant une rétractation cachée, le dénonce aux autorités et l'accusé s'éclipse alors de la contrée. Si le souvenir du prêtre jureur est resté vivace à Plaine au cours du XIXe siècle, le personnage totalement réinventé du curé concordataire de Plaine est marqué du sceau de secrets indéchiffrables et de magie noire ou spectrale. Tout puissant après avoir baptisé les cloches en 1818, il tournait l'eau dans les prairies à distance, semant la zizanie, se déguisait en fantôme vêtu de draps, n'hésitant pas à frapper à coups de fossoir pour affoler ses paroissiennes, mieux il aurait volé une partie du trésor de la mense conventuelle de l'abbaye senonaise pour le cacher sous la nef de l'église de Plaine. Son tombeau dans le cimetière est longtemps resté maléfique, le jour de son enterrement aurait été marqué par un temps épouvantable : "c'est le diable qui vient le chercher" répétait en oraison funèbre les doyens du villages, devant de semblables météores.
La communauté de Plaine se situe pourtant plusieurs lieues, loin à l'est, au-delà des montagnes et des vastes chaumes, traversées toutefois de chemins, sur le rebord de la vallée de la Bruche. Le 4 novembre 1786, la messe funèbre et la cérémonie d'inhumation de Joseph Marchal, curé de Plaine et Saussure, doyen du Doyenné de Salm, passé à trépas le 2 novembre à une heure de l'après-midi, se déroule sous l'autorité de Pierre Mengeot, curé de Luvigny et échevin du doyenné de Salm. Il est assisté des prêtres de Colroy-la-Roche, de Saint-Blaise et de La Broque.

#### Mutations de la fin duXVIIIesiècle
Le progrès des routes selon l'axe de la vallée est impressionnant à partir du milieu du court siècle des Lumières. Le marché de Raon-L'Etape est de plus en plus facilement accessible, par l'aval de Celles. Pourtant, en 1751, la principauté de Salm-Salm redonne du lustre à la petite ville de Senones, lieu de villégiature promue capitale princière, accessible par les divers chemin de côte depuis le Val d'Allarmont. Les plaids annaux attirent les représentants des communautés et les délégations des mairies. Les registres des communautés doivent être porter au grand bailliage pour contrôle et assermentation, à date fixe et sans retard. Gare aux porteurs distraits ou insouciants qui font imposer leur communauté de 4 livres d'amendes par jour de retard. Le petit état exerce une surveillance semblable sur les registres de paroisse.
Le combat seigneurial pour la domination forestière a été haut la main remporté par la maison de Salm Sauvage, grâce au mariage de deux branches cousines, qui donne à la dynastie princière le nom redondant de Salm-Salm. Délaissant quelques bois proches des finages, familiers aux communautés pour leurs jouissances et usages, la forêt princière des comtes Sauvage du Rhin, nommé plus tard par les forestiers français chargé du domaine, Bois sauvage(s) d'après leur nom de famille Sauvage, s'étend sur 16 575 arpents, soient 3887, 93 ha des hauteurs méridionale de Celles à massif du Donon.
L'église de Luvigny est reconstruite en 1779, quelques années après la création du diocèse de Saint-Dié. L'évêque de Saint-Dié, Monseigneur de Chaumont, perçoit avec intelligence le rôle ancien de pôle religieux joué par Luvigny, autant pour les vieux-croyants attachés aux rites médiévaux, ayant assimilé les crypto-protestants au sein de leurs familles, que pour les rares partisans assidus de la réforme tridentine. Les deux populations désormais pacifiques, à fortunes diverses, se distinguent par un énorme écart de taux d'alphabétisés, les pauvres catholiques étant les plus défavorisés, et d'instruits maîtrisant un grand nombre de techniques agro-pastorales et de savoirs ancestraux revisités par des savoirs lointains. L'économie forestière ou de la petite industrie a drainé une foule croissante des pauvres manœuvres, analphabètes, à la courte vie moyenne et souvent rétives à l'instruction, à la fois installés et instrumentalisé au service des maîtres au cours des 150 dernières années.
Pierre Mangeot s'est présenté au poste de curé offert par concours, après sa formation au séminaire. Il a été nommé par bulle de Benoît XIV. Chargé de la succursale d'Allarmont, en plus du contrôle des cures de Vexaincourt et Raon, le curé Mangeot peut affirmer son indépendance d'esprit et conseiller plus tard en tant qu'édile adjoint ou échevin, les nouveaux maires des communes d'après 1793. Son chantre se nomme Strabach, il est aussi régent d'école. Le curé omnipotent surveille la moralité de sa vaste paroisse et y nomme et sanctifie les sages-femmes, en particulier Catherine Georges le 7 octobre 1782 et Marie-Suzanne Kesler le 22 mars 1783.
La plus petite cloche, de 72 cm de hauteur et de 87 cm de diamètre inférieur, est baptisée en 1792 dans le calme champêtre de la haute vallée alors que l'époque révolutionnaire en France devenait turbulente. Elle était gravée finement : "L'an 1792, j'ai été bénite par Mo Mangeot, curé de Luvigny, doyen de Salm, avec pour parrain le Sr Alexis (illisible) marchand à Raon-sur-Plaine, et pour marraine, Odile Barondio, épouse du sieur Pierre Mathieu, saunier à Luvigny.

### Période contemporaine
Après la réunion de la principauté de Salm-Salm à la France entériné par décret de la Convention le 2 mars 1793, la nouvelle commune française de Luvigny fait partie du petit canton d’Allarmont, puis du canton de Schirmeck du 19 vendémiaire an X au 26 ventôse an XI. 378 habitants sont recensés en l'an XII (1801). Héritières sans le vouloir de la gestion forestière seigneuriales de 1596 à 1751, les communes d'Allarmont, Vexaincourt et Luvigny gardent presque trois décennies les forêts indivis entre elles. La maison d'école comporte une grande chambre basse, jugée malsaine, froide et mal éclairée, lors de sa visite après 1880 par l'instituteur Demengeon, qui suppose que le maître d'école en hiver devenait, après y avoir installé son métier à tisser, un tisserand en été. Joseph Thomas exerce la fonction d'instituteur de l'an IV à l'an XI.

#### Après 1815
Après les guerres révolutionnaires et napoléoniennes, dévoreuses d'hommes, l'essor économique reprend, et l'aisance des populations, bien plus libres que sous la principauté, s'accroît. Non content de jalonner certains secteurs de faîte sanctifiés par des chapelottes posés sur des arbres et de vibrer, bien plus intensément que les prêtres, aux trois jours des Rogations, les vieux-chrétiens, curieux de rencontres et de savoirs, participent aux pèlerinages catholiques lointains, le fondamental sanctuaire rocheux de sainte Odile surplombant la plaine d'Alsace pour les vieilles familles chrétiennes, saint Nicolas au port homonyme avant Nancy pour les familles proches de maîtres flotteurs et autres charpentiers constructeur de train de flottage, la Vierge Noire de l'ancien monastère d'Einsideln dans le canton de Saint-Gall, connue comme Notre-Dame-des-Ermites. Ils se rendent au lendemain de Pâques à Malfosse pour perpétuer le culte des morts, autrefois une spécialité bénédictine, avant de rejoindre la Vierge régénératrice en l'église mère voisine de Moyenmoutier. Le jour de la Trinité, il visite les ruines de l'église souterraine du lac de la Maix, retrouvant l'image du Christ et le visage de la Vierge Noire dans une chapelotte accrochée à un grand sapin noir, bravant l'interdit de l'abbé de Saint-Pierre de Senones, Dom Fanget, grand ordonnateur de la destruction de ces édifices médiévaux et de l'interdiction de la procession, jugée désordonnée et païenne. Les nombreux pèlerinages pour que les cercles de jeunes gens du Val d'Allarmont puissent honorer saint Gondelbert en un culte de la fertilité et de l'éternel renouveau cyclique, à l'instar des grains ou semences de céréales après la dormance, sont à nouveau réprimés puis interdits par l'église locale dans les années 1820, pour causes de désordres intolérables, d'absence de pudeur et de grivoiserie. Il faut dire que tous ces rituels improvisés, non encadrés, scandalisent autant les prêtres formés que les bourgeois bien au-delà de Senones, soient ces rites anciens sont maintenus dans les sanctuaires forestiers en mode cachette rejoignant le saint homme pourchassé des temps mérovingiens, soient ils perturbent invariablement, par des cohortes hirsutes et hurlantes venues des montagnes, les célébrations codifiées et affadies dans les églises officielles où le culte du saint s'affiche encore. Saint Valentin qui joue un rôle similaire à Gondelbert est maintenu, par exemple son pèlerinage à Moussey, car l'action bienfaisante s'applique au monde animal, notamment aux combats contre les épizooties. L'interdire pour l'église officielle reviendrait à s'attirer les réprobations des fidèles éleveurs, attachés aussi au pouvoir solaire des bures avant le jour des cendres et des chavandes géantes de la nuit de saint Jean, aux buis bénits du dimanche des Rameaux, au lait promis de sainte Agathe, à la puissance protectrice de l'ermite saint Antoine sur les cochons…
En 1830, la commune compte déjà 420 habitants. L'épidémie de choléra de l'été 1832 n'aurait point fait de victimes dans la haute vallée, quelques disparitions antérieures peuvent poser question lors des chaleurs d'août, comme celle de l'infortuné Michel Michel, associé à un aubergiste. Quelques décennies plus tard, en 1854 et 1855, le choléra n'est qu'occasionnellement observé sous une forme atténuée dite "cholérine" par les conditions météorologiques plus fraiches ou simplement éradiqué, selon le docteur Nérée Boubée (1806-1863), les substrats géologiques locaux(sic).
En 1839, l'école est reconstruite dans le cadre d'une école-mairie en contrebas de l'église. Elle accueille des classes mixtes, en école commune qui compte 105 élèves des deux sexes en 1845, jusqu'en 1866, date de la construction et mise en service d'une école spéciale de filles. La bibliothèque de l'école-mairie possède sur ces rayonnages 312 ouvrages en 1845. L'école mairie héberge aussi un bureau de bienfaisance avec 582,81 Francs de revenu annuel, bureau des pauvres qui fait concurrence aux confréries de la fabrique saint Barthélémy.
En 1841, un recensement montre un modeste village, avec un petit bourg central, des bourgeonnements embryonnaires typiques de villages-rues, et quelques écarts, comme au sud, le hameau de la Meule (au-dessus du vallon de la Meule), la ferme de Coldausson (près du petit vallon d'Ausson voisin ?), la ferme du Bois (sous Blompierre), ou encore isolée en aval dans la vallée la ferme Brème-fontaine, abritant 488 habitants et 145 ménages dans 101 maisons. 49 électeurs censitaires ont émargé la liste élective de la commune, qui est dirigée par un maire, M. Mathieu aidé d'un adjoint Sombsthray, nommé parmi les 10 conseillers. Le petit finage de 376 ha ne se déploie que sur 60 ha de terres labourables, 43 ha de prés et prairies et 5 ha de jardins, vergers et chènevières au voisinage des habitats. Il produit sur ces assolements individués des céréales diverses, blé et seigle d'hiver, avoine et orge de printemps, mais aussi divers légumes de plein champ comme les choux et les navets, du chanvre et du lin, et surtout des pommes de terre en quantité. Les bois communaux représentent une superficie de 268 ha, le commerce du bois est l'activité principale en chiffre d'affaires, signalons que le travail du bois est aussi en rapport avec la vaste forêt domaniale.
En 1847, le bureau de poste et télégraphe est installé à Allarmont, la brigade de gendarmerie à Raon-L'Etape par où transite le courrier et la malle-poste. Au début des années 1860, le conseil d'arrondissement, sollicité chaque année par les habitants et surtout les négociants et marchands de bois qui estiment la haute vallée mal desservie, réitère la demande d'une installation d'un bureau de distribution de courrier à Luvigny ou à Raon-sur-Plaine.

#### Après 1870
Le 14 septembre 1871, à dix heures trois quarts du soir, un incendie soudain embrase à Luvigny deux maisons qui brûlent ensuite longuement avec récolte et mobilier. La plus importante maison calcinée appartient à la veuve de l'aubergiste Matelet, la seconde maison au sieur Léonard. Les pertes couvertes par les assurances se montent à 14000 F dans le premier cas, 6700 F dans le second.
L'armée allemande occupe une grande partie du nord et de l'est de la France, elle n'évacue d'ailleurs les arrondissements lorrains frontaliers restés français qu'au cours de l'été 1873. Ce qui n'empêche nullement les diverses autorités françaises, autres que militaires, de procéder à la réorganisation et aux ajustements administratifs, religieux, scolaires, associatifs ou économiques, y compris par les acteurs privés. Monsieur Blaise instituteur public à Luvigny est nommé à Remomeix, en remplacement de Monsieur Coltat, qui a fait valoir ses droits à la retraite. Venu de l'école de Wackembach, près de Schirmeck, désormais en zone annexée, l'instituteur Combeau se retrouve à Luvigny en 1872.
Le 15 juin 1872, M. Charles Cartier, voulant délocaliser une partie de son activité textile de Pantin, achète la ferme de Bronfontaine. L'entrepreneur de Celles, Joseph Lhote, transforme les bâtiments de la ferme en logements et dépendances pour contremaîtres, en bureaux et magasins, installant au premier étage, les ateliers de pliage et au second étage, les ateliers d'écheveautage à bras. Les ateliers sont mis en branle le 21 octobre 1872 sous la direction du jeune Charles Cartier-Bresson. L'atelier accueille la main-d'œuvre féminine de Vexaincourt jusqu'en 1885. Cette fabrique d'écheveaux de fils de coton donne encore du travail à cinquante ouvrières, principalement du village, en 1886, une autre fabrique de chapeau type panama accueille 15 ouvriers.
L'association française pour l'avancement des sciences a tenu en 1886 son quinzième congrès à Nancy, elle emmène ses membres et auditeurs dans une excursion savante qui remonte la vallée de Celles vers le Donon avant de revenir par Moussey et Senones. À Luvigny, une collation typiquement lorraine est prévue, au menu kiche lorraine, pâté et vin gris. La remontée de la vallée est décrite en style télégraphique, truffé d'informations de repérage : après la gare : Raon-L'Etape à 285 m d'altitude, 4000 habitants, à 3 km La Truche, hameau et scierie, à 10 km Celles à 316 m d'altitude 1576 habitants, à 16 km Allarmont à 350 m d'altitude 800 habitants, à 19 km Vexaincourt à 376 m d'altitude 500 habitants, à 21 km Luvigny à 400 m d'altitude 480 habitants, à 23 km Raon-sur-Plaine à 426 m d'altitude 535 habitants, et frontière à 25 km.
Vieillissement relatif et une lente dépopulation ont frappé la vallée pendant des décennies. Il n'y a plus qu'un conscrit en 1886, pour 384 habitants et 99 maisons. Le revenu annuel communal se monte 3 349 francs dont 22 francs de rente à 3 % garantie sur l'État. La valeur du centime additionnel est égale à 20,8 F. Le produit des quatre contributions directes, perçues pour le compte du conseil général, équivaut à 3021,18 F, dont 325,21 F sur les patentes payées par les commerces et débits de boissons.
La production agricole est en déclin, 56 ha de bonnes terres restent cultivées en 1886, apportant 350 hectolitres de blé et de seigle, 88 hectolitres d'avoine et 2 500 hectolitres de pommes de terre alors que les prés et prairies (51 ha) ont vu augmenter leur surface de 8 ha depuis le milieu des années 1840. Il n'y a plus que 2 ha de jardins et vergers. Les bois communaux, à la suite de la perte des droits d'usage, dépasse 328 ha et rapporte plus de 208 000 F. Les écarts recensés indiquent deux fermes de deux habitants chacune, à Blompierre et au Haut Pré.
Le bureau de bienfaisance cumule en 1886 des revenus annuels de 582,81 F. Il a reçu un don de 500 F de rente de Monsieur Paul Matelet, avocat à Saint-Dié. Il existe une charité laïque qui surpasse parfois la charité organisée par l'église locale. La vie traditionnelle reste rude, et le moindre écart peut coûter la vie.
Monsieur Lorrain, maire de Luvigny, décide d'envoyer en début d'année hivernal en 1887 deux bûcherons, Joseph Cuny et Louis Lalevée, couper des pins dans un hagis ou petit bois privé qu'il possède à Raon-sur-Plaine. Les deux bûcherons décident de s'y rendre en marchant au-delà des hauteurs entre Asson et Hazelle, mais ils sont aussitôt refoulés par des forestiers allemands armés et agressifs qui s'autorisent, suivant l'exemple des chasseurs allemands, tous les raccourcis possibles en terre française.
Le samedi 24 septembre 1887, une partie de chasse, initialement anodine partie de Luvigny à 6 h du matin, tourne à l'incident de frontière, avec l'intervention inédite à 11 h 20 d'un fougueux militaire de Saverne, préposé garde-chasse pour l'administration forestière du Reich, jeune Allemand du Nord qui joue au garde-frontière brutal face à des braconniers imaginaires, et ouvre trois fois le feu sans sommation sur un groupe de chasseurs, fusil en bandoulière, canne à la main, rentrant vers une aire de repos, à l'extrémité du territoire communal de  Vexaincourt en France, une embuscade préméditée faisant deux victimes. L'essentiel de la chasse infructueuse, sans aucun coup de fusil tiré, se passe sur la forêt domaniale des Bois-Sauvage, en particulier sur les territoires forestiers de Luvigny et de Vexaincourt, le dernier déplacement se situant de la chaume de La Hazelle, par le col d'Asson et le haut des Fêtes, vers le dessous d'Asson avant le fond de la Corbeille, lieu du bivouac de midi. C'est en résumé l'affaire de Vexaincourt qui éclate deux jours plus tard au niveau national. Ne figurent parmi le groupe de chasseurs partis de Luvigny vers les hauteurs, que deux habitants du village, l'instituteur Demengeon qui prépare, avec l'entrepreneur Chanal de Vexaincourt, les quatre battues infructueuses et le lieu de repos juste avant l'agression et le directeur de chasse, et le propriétaire Jean-Baptiste Valentin, associé à l'adjudicataire de la chasse, Lebègue. Ce samedi, en début d'après-midi, à deux heures de l'après-midi, parvient à Luvigny une calèche avec la famille de Wangen. La mère, le frère cadet, la sœur aident l'aîné ostensiblement blessé et bandé, à se mouvoir. Le jeune promu sous-lieutenant, Henri de Wangen, l'un des chasseurs, est grièvement blessé au-dessus du genou. Il gagne sa chambre, dans la maison du brigadier forestier Bondot, voisine de la propriété Lebègue. Une heure plus tard, les habitants médusés voient deux hommes s'efforcer avec précaution au portage d'une civière, où repose un autre chasseur moribond, soigné et soulagé par la bonne sœur Camille, partie précipitamment avant midi. Il s'agit de l'infortuné Jean-Baptiste Brignon qui souhaite ardemment rentrer chez lui revoir une dernière fois sa famille à Raon-Lès-Leau. Informé par la bonne sœur, le bon et gras curé de Luvigny D'Hennezel se précipite et lui administre l'extrême onction, après lui avoir demandé de pardonner à son meurtrier. Et le cortège du moribond, tantôt aphone et épuisé, tantôt gesticulant et hurlant, repart vers l'amont.
La nuée éphémère de journalistes venue s'étourdir sur l'événement frontalier à partir du dimanche ou du début de la semaine suivante permet de collecter des impressions sur le vif. D'abord, après le débarcadère de la gare de La Neuveville, la montée, en calèche avec des petits chevaux vosgiens, vers la vallée de Celles amusent les reporters chevronnés. L'automne resplendit, les femmes en cottes grises et rouges bêchent les pommes de terre et les amassent dans des "zettes" ou paniers d'osier. Le voyage presque muséographique à partir de Celles ou dans l'ancien val d'Allarmont leur paraît une succession de tableaux peints par le peintre lorrain Bastien-Lepage. Le courrier postal ne passe qu'une fois par jour sur la petite route menant à la frontière, bien avant le col de Schirmeck. Les rives de la Plaine, décrite en pauvre petite rivière d'où sortent comme par miracle d'excellentes truites, sont en septembre verdoyantes et plantureuses, parsemées en tout sens de canaux d'irrigation en grand nombre. Les hauteurs irrégulières, parsemées de pins et de sapins, s'enflent en ondulant avec la montée vers le bout de la vallée. La description de l'habitat est littéraire et quelque peu embellie ou rendue rustique et pittoresque. Luvigny devient un village aux maisonnettes blanches, adossées en éventail au flanc d'un cirque de collines. Sur la place du village, coqs, poules et cochons prennent leurs aises. Les églises de Luvigny et de Raon-Lès-Leau, véritables mosquées rurales et exotiques, épousent la forme élancée de minarets.
Le voiturier Michel prévoit de conduire un lourd chargement de planches vers l'aval de la vallée le lundi de Pâques 1888. Pour se donner du courage, alors qu'il s'apprêtait à descendre par la grand route, il arrête son lourd chariot à quatre roues devant un débit de boisson en bas du village. Il reprend plus tard sa route d'un pas moins assuré, mais bientôt, sa voiture s'écarte lentement de la route et le malheureux Michel s'empêtre sous le cheval, piétiné, son estomac écrasé par une roue. Transporté à son domicile, il meurt après deux jours d'agonie. L'instituteur Demengeon note dans son carnet qu'il y a quatre débitants de boissons au village en 1886, pour 384 habitants.
La commission d'enquête électorale soupçonne un transit d'argent et une distribution de dons en numéraire, d'une ampleur inédite chez le curé de Luvigny pour favoriser le vote du candidat boulangiste, ouvertement clérical, Ernest Picot, en septembre 1889. Mais le comité républicain ne dispose ni des moyens ni du temps d'investigation pour prouver les anomalies observées, dissimulées habilement par le conseil de fabrique sous une recrudescence providentielle de la charité chrétienne, pourvoyeuses de subsides ou secours ordinairement chiches.
En 1889, l'école de garçon insérée dans la bâtisse de la mairie compte 57 élèves, alors que l'école de filles accueille 54 élèves. En 1890, une nouvelle école de garçons-mairie est construite, elle comprend une école de garçons à une classe,. La société de tir du Val d'Allarmont a permis l'émergence de section communale : celle de Luvigny, animée par l'instituteur Auguste Demangeon, apparaît dans les années 1880 en émulation directe avec celles d'Allarmont, de Vexaincourt, de Bionville, de Raon-lès-Leau et de Raon-sur-Plaine, elle forme avec patiente les jeunes écoliers en fin d'étude et amène les plus doués au niveau d'excellence. Participant au concours d'Allarmont en 1892, les meilleurs tireurs luvinois, équipés de carabines ou bosquette Flobert, s'approprient en tir de seconde série les pole positions, ainsi Joseph Lorrain, Charles Munier, Charles Cuny et Jean-Baptiste Epp, devancent au point leurs voisins bionvillois Émile Cuny et Joseph Fortier.
Un lundi début mars 1901, les obsèques de l'instituteur Auguste Demengeon, président de la Société de tir du Val d'Allarmont, personnalité de la vie associative disparue prématurément avant cinquante ans, attire une foule considérable venue de la vallée de la Plaine, dans et au-dehors de l'église de l'église de Luvigny pour la célébration du service religieux. Le corps dans le cercueil, porté par le corbillard, descend ensuite lentement la vallée vers le cimetière d'Allarmont, suivi par l'impressionnant cortège à pied. Une cérémonie laïque de grande ampleur, organisée à Allarmont, précède la mise en bière, dans le caveau de la famille de son épouse.
Monsieur Martin a remplacé au pied levé Auguste Demengeon en tant qu'instituteur titulaire. Fin mai 1902, à la suite d'une demande préalable, il apprend sa nomination à Saint-Rémy, alors que l'instituteur de Saint-Rémy, Monsieur Mathieu, est nommé titulaire à l'école de Luvigny.
En quelques décennies, le braconnage dans la haute vallée de la plaine a pris de l'ampleur, amenant une vigilance accrue des autorités au tournant du siècle. La société de répression du braconnage de l'arrondissement de Saint-Dié décerne en 1898 une médaille de 50 F au garde-forestier de Luvigny, Lucien Petit. Des familles d'habiles braconniers installées à Luvigny délocalisent leurs activités illicites vers l'aval, n'hésitant pas à sauter vers les piémonts lorrains, en particulier les forêts de Neufmaisons, Baccarat, Bertrichamps. Les partants sont, semble-t-il, remplacés par des amateurs. Par un petit matin de février 1909, Julien Charles, le garde-forestier de Luvigny, surprend en flagrant délit de chasse hivernale le bûcheron Joseph K. de Raon-Lès-Leau.

### XXesiècle
Par une veillée nocturne de début janvier 1914, la vieille épicière, Madame Dach, 76 ans, brise chez elle sa lampe à pétrole allumée. Elle est rapidement entourée par les flammes et finit brûlée vive.
Le 23 août 1914, les troupes badoises descendent le Donon et prennent pied dans la vallée. Le 17e régiment d'infanterie pris sous le feu au niveau du col, a battu en retraite, suivant ainsi l'ensemble coordonné des troupes françaises qui se retranchent au niveau de la ligne-barrière de la Meurthe et ses hauteurs méridionales. Le 22 août 1914 décède à Luvigny Marcel Gravereau, du 60e bataillon de chasseurs, à l'âge de 28 ans.
Les troupes d'invasion arrêtent comme otages le conseiller municipal faisant fonction de maire, Pierre Bolle et le vieux curé de la paroisse, Pierre Buecher d'origine alsacienne. Le lendemain, les deux otages amenés à Raon-sur-Plaine, sont fusillés car le détachement du 111e régiment d'infanterie a essuyé quelques tirs avant de parvenir à Vexaincourt. Luvigny est ensuite occupée jusqu'en novembre 1918. Le village ne subit pas de bombardements sévères, mais la commune, à l'instar d'Allarmont, souffre surtout de disettes, voire de début de famines, dès l'automne 1914, d'autant plus qu'elle a accueilli les réfugiés de Vexaincourt en partie brulée. Un détournement ou parfois un pillage des récoltes, directement à partir des champs ou par prélèvement, un contrôle des animaux sur pied, avec réglementation de l'élevage, des vols de cochons gras compensés par des billets humoristiques de pacotilles, des mesures arbitraires chassant les habitants terrorisés des caves et installant des soldats pilleurs pendant des alertes de bombardement plus ou moins fictives, la mise en coupe réglée des forêts sont organisés avec minutie ou laissés faire par l'armée allemande. L'objectif premier du commandement militaire semble de vivre le plus possible sur le pays, et notamment confisquer la moindre source de nourriture et de richesse à des populations terrorisées au profit de la troupe occupante. Les autorités françaises sont informées de la pénurie alimentaire par le député Constant Verlot, qui se soucie constamment du ravitaillement des communes occupées, agissant par l'intermédiaire du réseau des organisations humanitaires, qui condamnent les spoliations abusives et la terreur infligée aux populations innocentes sous la botte allemande.
L'abbé Birckel, seul prêtre catholique de la vallée, assure les services religieux, à Raon-sur-Plaine et Raon-Lès-Leau, à Luvigny le lundi, à Vexaincourt le mercredi et à Allarmont le jeudi. Le curé de Raon-sur-Plaine épargné par l'arbitraire des exécutions, non content de dire la sainte messe les matins et d'assurer le catéchisme les après-midis, s'occupe aussi du ravitaillement, comme il le confie à l'évêque de Saint-Dié dans sa lettre du 22 juin 1917. En août 1917, la plus petite et la plus ancienne des cloches, installée en 1792, est enlevée par les Allemands.
La première visite début décembre 1918 du député Verlot et des autorités préfectorales après la subite libération de novembre permet de décrire un village en grande partie évacué, l'adjoint Glasener, faisant fonction de maire, n'a qu'une vingtaine d'habitants apeurés à administrer, les habitants sont marqués par le grand bombardement de 1918 et l'incertitude qui pèse sur leurs proches parents réfugiés au loin et leur avenir. La délégation officielle poursuit sa route à Raon-sur-Plaine, où elle se recueille sur les tombes de Pierre Bolle et du curé Buecher.
L'arrêt complet des activités industrielles privent d'emplois les ouvrières. Tous les bâtiments d'industrie sont l'objet de pillages et de destructions pendant les quatre années de la Grande Guerre. Après une réflexion approfondie, Charles et Bernard Cartier-Bresson, mandatés par la direction de Pantin, décident de relancer et de moderniser l'activité de l'atelier de Luvigny en 1919 par un investissement minimal et sélectif, ceci au détriment de l'atelier d'Allarmont tout aussi dégradé et malpropre. Les ouvrières de la haute vallée, qui ne sont pas reprises par l'atelier, doivent prendre le train jusqu'à l'usine de Celles. Mais les incertitudes de la branche textile entrainent l'arrêt définitif de l'atelier luvinois en 1930.
Après le pillage économique généralisé des temps d'occupation, le début de la période d'entre-deux-guerres est marqué par des reprises chaotiques d'activités économiques. Globalement, la partie vosgienne de la haute vallée s'endort, largement délaissée par les investissements publics malgré les vibrantes déclarations politiques, alors que la commune de l'autre rive, Bionville et ses voisines mieux soutenues par le perspicace conseil général de Meurthe-et-Moselle affiche renouveau et dynamisme. L'insécurité et les déviances s'insinuent sur les deux rives de la Plaine. Le curé Birckel de Raon-sur-Plaine qui dessert l'église de Luvigny signale aux gendarmes le vol d'une nappe brodée dans le sanctuaire. Il est vrai que l'église, qui n'a plus la magnificence d'antan, sans curé attitré, est encore ouverte aux fidèles sur de longues plages horaires sans veille ni protection.
L'école des filles est désaffectée entre les deux guerres. L'école-mairie devient à nouveau mixte.
En juin 1929, les obsèques de Léon Gérard, bûcheron à Luvigny, attirent une foule émue et attristée dans l'église paroissiale et au cimetière, où l'ancien maire, Paxion rappelle les états de service de cet ancien bon soldat et les qualités de cet homme dévoué. La mairie a décrété un deuil public pour protester contre le suicide de ce père de famille de quatre enfants. En avril 1929, le bûcheron au casier vide et au comportement irréprochable jusque là avait été condamné à deux mois de prison avec sursis et à 200 Francs d'amendes, le garde des eaux et forêts ayant déposé une accusation documentée de colportage de gibier en temps prohibé. L'administration inflexible avait voulu faire un exemple et l'appel de clémence avait été rejeté. Les frais du procès s'élève à 1500 F, ce qui cause la ruine de la famille Gérard. Conscient du déshonneur, l'ancien combattant met un terme à sa vie pour ne point payer l'amende et refermer la procédure individuelle.
L'artiste-peintre, directeur technique et dessinateur des verreries d'Arleux et de Rambouillet, Emile Gerlach, fréquentait déjà en 1924 la haute vallée de la Plaine, conquis chemin faisant par ses sous-bois, ses forêts sommitales ou ses chaumes inspirantes, en éternel voyageur, mais frustré de ne pouvoir en capter finement toutes les nuances de lumière des Vosges. Retraité de l'industrie céramique, ce penseur spirituel et inlassable chercheur des origines des choses, aux profondes convictions anticolonialistes et pacifistes, s'installe à Luvigny entre 1932 à 1952. L'ancien poilu d'Orient, à la fois peintre et archéologue, y pratique avec assiduité au cours de ses pérégrinations ou de ses repos luvinois, l'art des trois crayons (fusain, sanguine, craie). Il s'y surnomme l'Ermite du Donon. La société philomatique vosgienne lui a rendu hommage à l'occasion du centenaire de sa naissance en 1975. Beaucoup de ses œuvres font rayonner Luvigny et sa vallée au loin : Luvigny sous la neige, la Plaine à Luvigny, La Basse des loges ou Brumes dans les Sapins à Luvigny, Vue du Trupt (Bionville) depuis Luvigny...
Dès l'été 1940, la vie quotidienne soumise à un rationnement de plus en plus strict sous le régime de l'État français de Vichy, associé à l'occupation militaire allemande, devient difficile. Le 6 février 1943, la presse locale annonce une distribution de pâtes alimentaires à Luvigny.
Dans les années 1960 et 1970, Luvigny se dépeuple, et beaucoup d'immeubles sont abandonnés et tombent en ruine après 1976, à l'instar de l'ancienne mairie-école désaffectée en 1890, imposante bâtisse en contrebas de l'église. L'école mixte n'accueille qu'une quinzaine d'élèves en 1978. Le bâtiment de l'ancienne école des filles de 1866 à 1930 est toujours habité.

## Politique et administration
| Période         | Période             | Identité                   | Étiquette | Qualité                                    |
| --------------- | ------------------- | -------------------------- | --------- | ------------------------------------------ |
| vers 1911       |                     | Jules Paxion               |           | voiturier                                  |
|                 | septembre 1914      | Pierre Bolle               |           | adjoint faisant fonction de maire          |
| septembre 1914  | après décembre 1918 | M. Glasener                |           | adjoint faisant fonction de maire          |
| vers 1921       | après avril 1936    | Eugène Lorrain             |           | maire, épicier, puis retraité              |
|                 |                     |                            |           |                                            |
|                 |                     |                            |           |                                            |
|                 |                     |                            |           |                                            |
|                 |                     |                            |           |                                            |
| (maire en 1981) |                     | Armand Bernard (1916-1987) |           | Garde forestier, décédé en cours de mandat |
| avant 1987      | juin 1995           | Émile Bianchi (1921-2012)  |           | Retraité                                   |
| avant 1996      | mars 2008           | Bernard Mager              |           | maire réélu en mars 2001                   |
| mars 2008       | juin 2010           | Paul Meyerhoff             |           | Démissionnaire au cours du mandat          |
| juillet 2010    | avril 2014          | Jacques Dagniaux           |           |                                            |
| avril 2014      | février 2017        | Reine Wolf                 |           | Retraitée, démissionnaire                  |
| avril 2017      | En cours            | Guillaume Prunier          |           | Traducteur                                 |

### Budget et fiscalité 2022
En 2022, le budget de la commune était constitué ainsi :
- total des produits de fonctionnement : 173 000 €, soit 1 467 € par habitant ;
- total des charges de fonctionnement : 148 000 €, soit 1 252 € par habitant ;
- total des ressources d'investissement : 184 000 €, soit 1 562 € par habitant ;
- total des emplois d'investissement : 169 000 €, soit 1 431 € par habitant ;
- endettement : 150 000 €, soit 1 271 € par habitant.

Avec les taux de fiscalité suivants :
- taxe d'habitation : 23,90 % ;
- taxe foncière sur les propriétés bâties : 39,51 % ;
- taxe foncière sur les propriétés non bâties : 25,85 % ;
- taxe additionnelle à la taxe foncière sur les propriétés non bâties : 0,00 % ;
- cotisation foncière des entreprises : 0,00 %.

Chiffres clés Revenus et pauvreté des ménages en 2021 : médiane en 2021 du revenu disponible, par unité de consommation : 18 560 €.

## Population et société

### Démographie

#### Évolution démographique
L'évolution du nombre d'habitants est connue à travers les recensements de la population effectués dans la commune depuis 1793. Pour les communes de moins de 10 000 habitants, une enquête de recensement portant sur toute la population est réalisée tous les cinq ans, les populations de référence des années intermédiaires étant quant à elles estimées par interpolation ou extrapolation. Pour la commune, le premier recensement exhaustif entrant dans le cadre du nouveau dispositif a été réalisé en 2008.

En 2022, la commune comptait 117 habitants, en évolution de +8,33 % par rapport à 2016 (Vosges : −2,96 %, France hors Mayotte : +2,11 %).
| 1793 | 1800 | 1806 | 1821 | 1831 | 1836 | 1841 | 1846 | 1856 |
| ---- | ---- | ---- | ---- | ---- | ---- | ---- | ---- | ---- |
| 348  | 338  | 408  | 402  | 426  | 466  | 488  | 490  | 418  |

| 1861 | 1866 | 1876 | 1881 | 1886 | 1891 | 1896 | 1901 | 1906 |
| ---- | ---- | ---- | ---- | ---- | ---- | ---- | ---- | ---- |
| 404  | 432  | 406  | 403  | 384  | 347  | 349  | 316  | 339  |

| 1911 | 1921 | 1926 | 1931 | 1936 | 1946 | 1954 | 1962 | 1968 |
| ---- | ---- | ---- | ---- | ---- | ---- | ---- | ---- | ---- |
| 338  | 244  | 271  | 248  | 247  | 209  | 158  | 131  | 126  |

| 1975 | 1982 | 1990 | 1999 | 2006 | 2008 | 2013 | 2018 | 2022 |
| ---- | ---- | ---- | ---- | ---- | ---- | ---- | ---- | ---- |
| 105  | 123  | 88   | 94   | 110  | 114  | 105  | 117  | 117  |

### Enseignement
Établissements d'enseignements :
- École maternelle à Allarmont, élémentaire à Raon-sur-Plaine
- Collège à Raon l'Etape
- Lycées à Raon l'Etape et Saint-Dié-des-Vosges

### Santé
Professionnels et établissements de santé :
- Médecins à Celles-sur-Plaine, Schirmeck, La Broque, La Petite-Raon, Badonviller.
- Pharmacies à Celles-sur-Plaine, Schirmeck, La Broque, La Petite-Raon, Badonviller.
- Hôpitaux à Schirmeck et Saint-Dié

### Cultes
- Culte catholique, Paroisse Saint-Luc[142], Diocèse de Saint-Dié.

## Économie
Le déclin de l'économie agro-pastorale et forestière est sensible assez à la fin du XIXe siècle, mais il existe encore une surprenante harmonie à la Belle Époque entre implantation d'atelier industriel profitant de la main-d'œuvre locale, résidence secondaire et accueil touristique, malgré un inquiétant déclin démographique et l'abandon des petits hameaux et fermes isolées. Celui-ci s'accentue et prend une tournure catastrophique au cours de l'entre-deux-guerres, avec la fermeture ostensible des paysages : le faible coût de la vie et du logement par effet de vide, allié à un bon réseau de transport, attire des habitants étrangers à la vallée, en particulier des familles ouvrières et quelques entreprises de service délocalisées, le plus souvent associés au bâtiment, créant un effet de vallée banlieue dans un cadre pittoresque.
Dans les années cinquante, l'agonie de la civilisation de l'attelage laisse, parmi des reliques d'un mode de vie jugé péjoratif et arriéré, un monde motorisé, fondé sur une conception économique (plantation de rapport y compris sur les anciennes prairies) et dépourvu de rituels. Il n'est pas étonnant que l'état aménageur n'ait entrevu, sans se soucier des habitants et de la voie de passage antique, qu'une solution d'aménagement radicale, soit en grand barrage hydraulique de la Plaine (projet rejeté par les hydrogéologues), soit en éventuelle réserve forestière supposée écologique intégrale de faune et de faune, ce dernier avis d'abandon de territoire étant proposé au mépris d'un long savoir faire de vie forestière traditionnelle.

### Entreprises et commerces

#### Agriculture
- Exploitation forestière.

#### Tourisme
- Hébergements et restauration à Raon sur Plaine, Raon Les Leau, Allarmont
- Domaine du Trupt[143].

#### Commerces
- Atelier Marie C (brasserie et savonnerie artisanale, restauration)

## Politique environnementale
2 projets ayant été initiés par l'ancienne Communauté de Communes de la Vallée de la Plaine (CCVP), sont portés par la commune aujourd'hui:

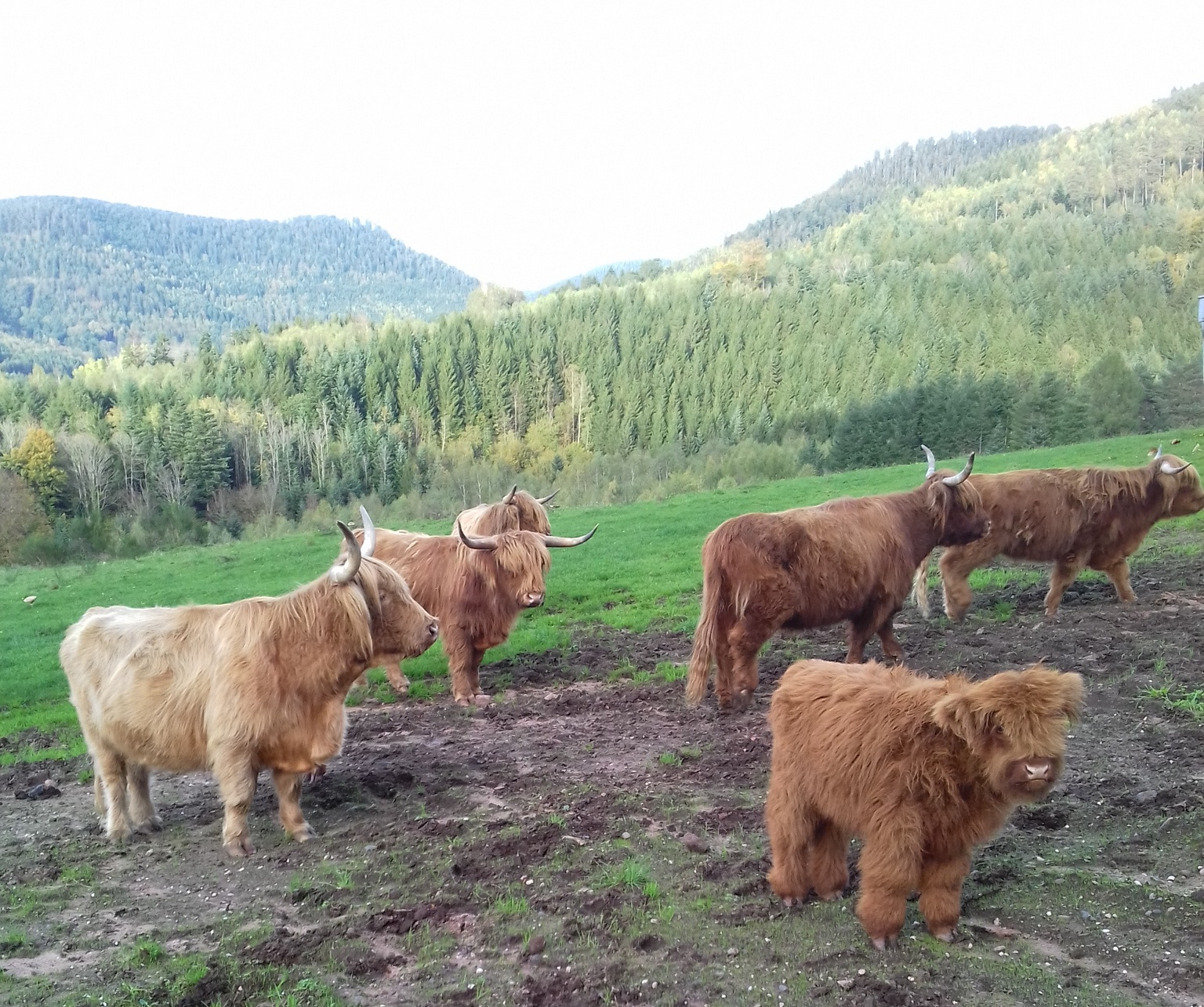
Vaches Highland à Luvigny.

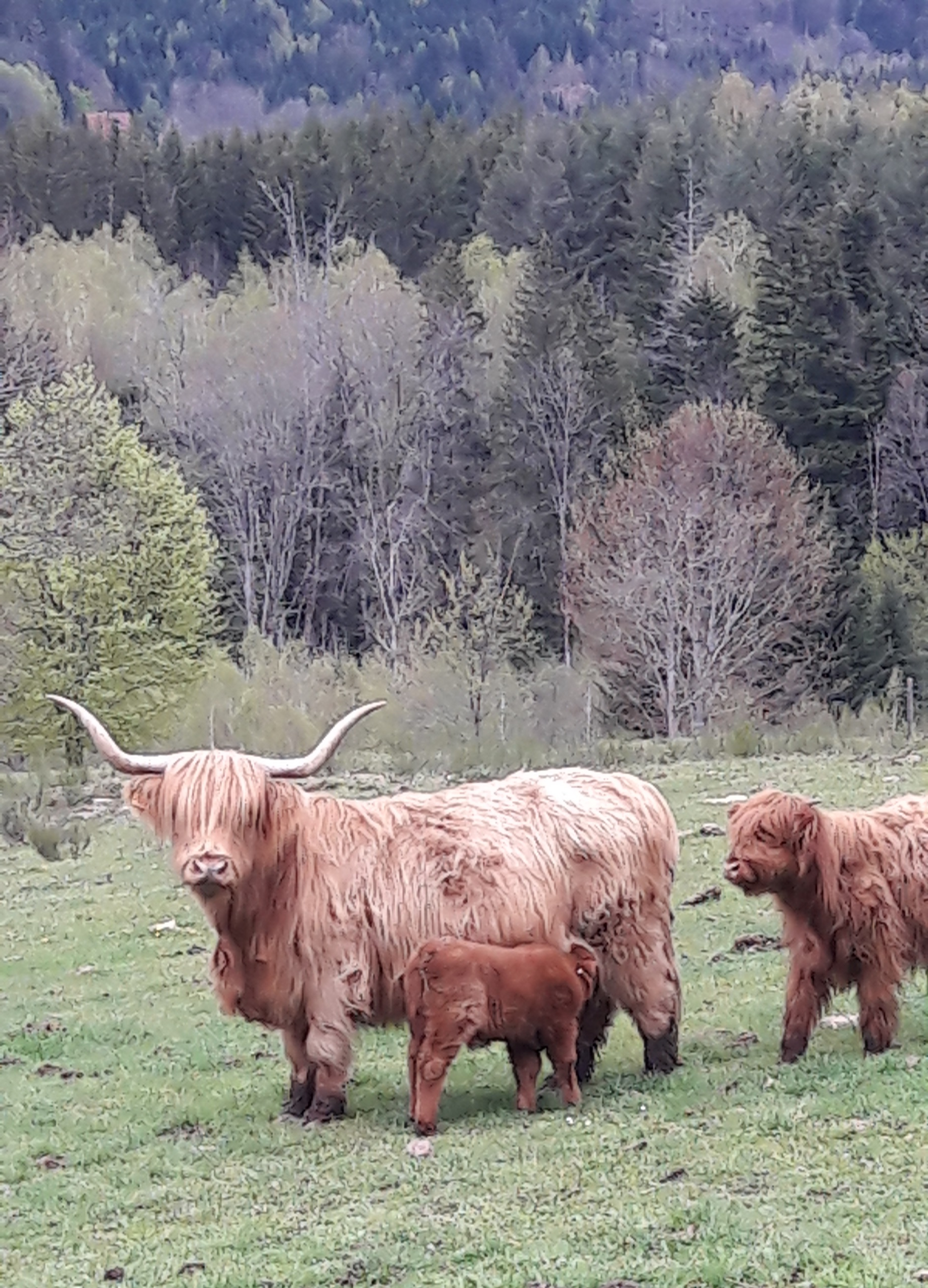
Vaches Highland, d’origine écossaise.

### Plan de paysage
Au début des années 2000, la Communauté de communes de la Vallée de la Plaine a mis en place un plan de paysage qui consistait à « ouvrir » la vallée à plusieurs endroits encaissés, car depuis plusieurs décennies les forêts de résineux descendaient de plus en plus bas sur les versants. L’idée était de faire revenir la lumière au fond de la vallée en coupant des arbres ou en empêchant certaines forêts ravagées par la tempête de 1999 de repousser.
Pour ce faire, un petit troupeau de vaches Highland, d’origine écossaise, a été acquis par la CCVP et installé sur des pâturages à Luvigny et Bionville. Cette race a été choisie pour sa rusticité qui lui permet de résister au climat de montagne et de rester toute l'année dehors.
Aujourd’hui, seul le troupeau de Luvigny (entre 5 et 8 bovins en général) subsiste et il est devenu la propriété de la commune. Il permet d’entretenir de belles prairies sur une surface d’environ 9 hectares.

### Verger conservatoire
Situé sur un terrain communal d’une surface d’1 hectare surplombant le village, le Verger conservatoire de Luvigny a été implanté par la CCVP en 2005 afin de faire revivre et conserver les essences locales de fruitiers, en particulier les pruniers, mirabelliers, cerisiers, poiriers, pommiers et châtaigniers.

### Espaces protégés
- Réseau Natura 2000[144].
- 2 Znieff : Zone naturelle d'intérêt écologique, faunistique et floristique : La plaine de la source à la Trouche à Raon-l'Etape et Vosges moyennes[145].

## Culture locale et patrimoine

### Lieux et monuments
- L'église saint Barthélémy, construite en 1779.

Les 3 cloches actuelles datent de 1922 et remplacent celles emportées par les Allemands en 1917. Elles ont pour noms Louise, Pauline et Joséphine.
- L'église de Luvigny renferme la statue de Notre-Dame de la Maix[147], vierge noire en bois peint datant probablement du XVIIIe siècle. Elle est inscrite à l'inventaire des monuments historiques. Pendant très longtemps, une procession avait lieu le jour de la Fête-Dieu : la vierge de la Maix était portée lors d'une procession allant jusqu'au lac de la Maix, où était célébrée la messe.
- En 2023, la place Emile Gerlach a été rénovée et agrémentée d'une exposition permanente sur panneaux en bois, représentant la vie et l'œuvre de l'artiste.

### Personnalités liées à la commune
- Pierre Bolle, adjoint au maire, exécuté arbitrairement par l'armée badoise le 23 aout 1914.
- Pierre Buecher, vieux curé de Luvigny, exécuté arbitrairement par les Badois le 23 aout 1914.
- Auguste Demengeon, instituteur de 1881 à 1901, président de la Société de tir du Val d'Allarmont[148].
- Émile Gerlach (1875–1952), peintre aquarelliste et archéologue.
- Pierre Léonard, premier maire de Luvigny, commune française après mars 1793.
- Pierre Mangeot, curé de Luvigny, doyen de Salm (avant et pendant le Révolution).
- Pierre Rosier (Luvigny 25 mai 1744, Dossenheim 8 mai 1820), prêtre à Toul en 1768, vicaire en 1772 puis curé et recteur de Dossenheim et Wiwersheim (1785-1791) puis (1802-1820), prêtre réfractaire de 1792 à 1798, administrateur de sa paroisse du Kochersberg (1799-1802)[149].
- Anne Adélaide Valentin, mère de Paul Bourget - écrivain et académicien français (1852–1935) - était native de Luvigny.
- Jean Fourquet, linguiste et germaniste, mort à Luvigny en 2001.

### Héraldique, logotype et devise
Le blason de Luvigny, comme celui de plusieurs autres communes de l'ancienne principauté de Salm-Salm, représente 2 saumons avec des fleurs de Lys sur fond rouge.